# Frutuoso Gomes
Frutuoso Gomes é um município brasileiro do estado do Rio Grande do Norte. Área territorial de 63 km².

## História
Na localidade de Mumbaça, onde passou as águas do riacho Mineiro, teve início uma povoação chamada Mumbaça que durou por bastante tempo. Com o passar dos anos a localidade teve seu nome mudado para Mineiro, numa homenagem ao riacho que matava a sede de muitos. Mineiro foi um povoado de crescimento lento, apesar do esforço desenvolvido pela comunidade. Sua atividade econômica voltada para a agricultura desenvolvia-se lentamente.
Mineiro desmembrou-se de Martins no dia 20 de dezembro de 1963, pela Lei nº 3.008. Depois de quatro anos de sua emancipação política, no dia 16 de maio de 1967, por força da Lei nº 3.446, teve seu nome mudado para Frutuoso Gomes numa homenagem ao Sr. Frutuoso Gomes, agricultor da região que doou uma faixa de terra de sua propriedade para que se instalasse a Estação de Mumbaça, inaugurada em 31 de dezembro de 1941, ampliando o desenvolvimento da localidade e a produção local passou a ter maior circulação.

## Geografia
De acordo com a divisão do Instituto Brasileiro de Geografia e Estatística (IBGE) vigente desde 2017, Frutuoso Gomes pertence à região geográfica intermediária de Mossoró e à região imediata de Pau dos Ferros. Até então, com a vigência das divisões em microrregiões e mesorregiões, o município fazia parte da microrregião de Umarizal, que por sua vez estava incluída na mesorregião do Oeste Potiguar. Frutuoso Gomes dista 344 quilômetros (km) de Natal, capital estadual, e 2 137 km de Brasília, capital federal. Ocupando uma área territorial de 63,279 km², limita-se com Lucrécia e Martins a norte, Antônio Martins a sul, Almino Afonso a leste e a oeste Martins e Antônio Martins.
O relevo do município está inserido na Depressão Sertaneja, formada por terrenos de transição entre o Planalto da Borborema e a Chapada do Apodi, cujas formações rochosas pertencem ao embasamento cristalino, originárias do período Pré-Cambriano superior, com idade entre 570 milhões e 1,1 bilhão de anos. Predomina o solo podzolítico vermelho amarelo equivalente eutrófico, típico de áreas com relevo de suave a ondulado e textura média, além da drenagem acentuada e do alto nível de fertilidade. Segundo a nova classificação brasileira de solos, este tipo de solo passou a constituir os luvissolos.
Situado inteiramente na bacia hidrográfica do rio Apodi-Mossoró, Frutuoso Gomes está inserido no bioma da caatinga, do tipo hiperxerófila, cuja com espécies de pequeno porte, que perdem suas folhas na estação seca, sendo comum a presença de cactáceas. Dentre as espécies encontradas estão: facheiro (Pilosocereus pachycladus), faveleiro (Cnidoscolus quercifolius), jurema-preta (Mimosa hostilis), marmeleiro (Cydonia oblonga), mufumbo (Combretum leprosum) e o xique-xique (Pilosocereus polygonus).
Levando-se em conta apenas o índice pluviométrico, o clima é considerado tropical chuvoso, com chuvas concentradas nos meses do primeiro semestre do ano. Incluindo-se outros fatores, como a evapotranspiração, o índice de aridez e o risco de seca, o município está incluído na área geográfica de abrangência do clima semiárido reconhecida pelo governo federal, delimitada em 2005 e revisada em 2017. Desde 2004 até 2018, de acordo com a Empresa de Pesquisa Agropecuária do Rio Grande do Norte (EMPARN), o maior acumulado de precipitação registrado na cidade em 24 horas atingiu 160 milímetros (mm) em 20 de janeiro de 2011.

## Demografia
A população de Frutuoso Gomes no censo demográfico de 2022 era de 4 122 habitantes, com uma taxa média de crescimento negativa de -0,216% ao ano em relação ao censo de 2010, sendo o 131° município em população do Rio Grande do Norte e o 4 614° do Brasil, apresentando uma densidade demográfica de 66,89 hab./km². De acordo com este mesmo censo, 66,43% dos habitantes viviam na zona urbana e 33,57% na zona rural. Ao mesmo tempo, 51,05% da população eram do sexo feminino e 48,95% do sexo masculino, tendo uma razão de sexo de aproximadamente 96 homens para cada cem mulheres. Quanto à faixa etária, 66,81% da população tinham entre 15 e 64 anos, 22,89% menos de quinze anos e 10,3% 65 anos ou mais.
Ainda segundo o mesmo censo, a população de Frutuoso Gomes era formada por católicos apostólicos romanos (78,41%), protestantes (13,43%), sem religião (7,95%) e outras religiosidades cristãs (0,21%). Durante muito tempo integrante da paróquia de Martins, o município faz parte da Área Pastoral Autônoma de Santo Antônio (criada em 13 de junho de 2017), com sede em Antônio Martins, e possui como padroeira Nossa Senhora do Perpétuo Socorro. Existem também alguns credos protestantes ou reformados, sendo eles: Assembleia de Deus, Deus é Amor, Igreja Batista e Igreja Universal do Reino de Deus.
Conforme pesquisa de autodeclaração do mesmo censo, 54,77% dos habitantes eram pardos, 41,76% brancos, 3,13% pretos e 0,34% amarelos. Todos os habitantes eram brasileiros natos (71,49% naturais do município), dos quais 97,37% naturais do Nordeste, 2,19% do Sudeste, 0,13% do Centro-Oeste e 0,06% do Sul, além de 0,24% sem especificação. Dentre os naturais de outras unidades da federação, a Paraíba tinha o maior percentual de residentes (4,01%), seguido por São Paulo (1,95%) e pelo Ceará (0,94%).
O Índice de Desenvolvimento Humano do município é considerado baixo, de acordo com dados do Programa das Nações Unidas para o Desenvolvimento (PNUD). Segundo dados do relatório de 2010, divulgados em 2013, seu valor era 0,597, estando na centésima posição a nível estadual e na 4 215ª colocação a nível nacional. Considerando-se apenas o índice de longevidade, seu valor é 0,737, o valor do índice de renda é 0,565 e o de educação 0,512. No período de 2000 a 2010, o índice de Gini, que mede a desigualdade social subiu de 0,537 para 0,477 e a proporção de pessoas com renda domiciliar per capita de até R$ 140 caiu 41,61%. Em 2010, 63,5% da população vivia acima da linha de pobreza, 19,77% abaixo da linha de indigência e 16,73% entre as linhas de indigência e de pobreza. No mesmo ano, os 20% mais ricos eram responsáveis por 50,32% do rendimento total municipal, valor pouco mais de dezoito vezes superior ao dos 20% mais pobres, de apenas 2,79%.

## Política
A administração municipal se dá através dos poderes executivo e legislativo, sendo o primeiro representado pelo pelo prefeito, auxiliado pelo seu gabinete de secretários. O município teve como primeiro prefeito Raimundo Belarmino da Fonseca, de forma interina (1964). A atual chefe do executivo municipal, eleita em 2016, é Jandiara Sinara Jácome Cavalcante, e o vice Gerdson Carlos Tomas da Silva.
O poder legislativo é representado pela câmara municipal, constituída por nove vereadores. Cabe à casa legislativa elaborar e votar leis fundamentais à administração e ao executivo, especialmente o orçamento municipal (conhecido como Lei de Diretrizes Orçamentárias).
Existem também alguns conselhos municipais atualmente em atividade: alimentação escolar, direitos da criança e do adolescente, direitos do idoso, educação, FUNDEB, saúde e tutelar. Frutuoso Gomes se rege por sua lei orgânica, promulgada em 5 de fevereiro de 1990, e é termo judiciário da comarca de Almino Afonso, de primeira entrância. De acordo com o Tribunal Superior Eleitoral (TSE), Frutuoso Gomes pertence à 39ª zona eleitoral do Rio Grande do Norte e possuía, em dezembro de 2018, 3 905 eleitores, o que representa 0,164% do eleitorado estadual.